# Château de Witton
Le château de Witton est un château du XVe siècle très modifié, qui est la pièce maîtresse d'un parc de vacances et de caravanes à Witton le Wear, près de Bishop Auckland, dans le comté de Durham. Il s'agit d'un bâtiment classé Grade II*.

## Histoire
Ralph Eure obtient une licence pour créneler son manoir en 1410 et crée le château. Il est détenu par le royaliste William Darcy pendant la guerre civile anglaise. Il transige pour la restitution de son domaine confisqué qui est vendu par son descendant Henry Darcy à William Cuthbert en 1743. Le château passe ensuite peu de temps à la famille Hopper mais est gravement endommagé par un incendie qui, en 1796, détruit la majeure partie de l'intérieur du château.
En 1816, William Chaytor de Croft Hall, dans le Yorkshire, achète le domaine du château au propriétaire de l'époque, John Robert Hopper, pour 78 000 £, restaure la structure et reconstruit l'intérieur dans un style moderne. Le domaine est riche en charbon et la mine de charbon Witton Park est creusée en 1825. William Chaytor est haut shérif de Durham en 1839. Les membres de la famille Chaytor vivent à Witton jusqu'au milieu du XXe siècle.